# Bargur
Bargur (o Barguru, Barugur) è una suddivisione dell'India, classificata come town panchayat, di 12.577 abitanti, situata nel distretto di Krishnagiri, nello stato federato del Tamil Nadu. In base al numero di abitanti la città rientra nella classe IV (da 10.000 a 19.999 persone).

## Geografia fisica
La città è situata a 12° 33' 0 N e 78° 22' 0 E e ha un'altitudine di 532 m s.l.m..

## Società

### Evoluzione demografica
Al censimento del 2001 la popolazione di Bargur assommava a 12.577 persone, delle quali 6.336 maschi e 6.241 femmine. I bambini di età inferiore o uguale ai sei anni assommavano a 1.428, dei quali 771 maschi e 657 femmine. Infine, coloro che erano in grado di saper almeno leggere e scrivere erano 8.233, dei quali 4.521 maschi e 3.712 femmine.